# Cleveland Arcade
The Arcade en el Downtown de la ciudad de Cleveland, en el estado de Ohio (Estados Unidos). Es una estructura de la era victoriana de dos edificios de nueve pisos, unidos por una galería de cinco pisos con una claraboya de vidrio que se extiende sobre 300 pies (91 m), a lo largo de los cuatro balcones. Erigido en 1890, a un costo de 867 000 dólares (26 millones en dólares de 2023 ), The Arcade abrió el Día de los Caídos (30 de mayo de 1890), y se identifica como una de las primeras galerías comerciales cubiertas en los Estados Unidos. The Arcade se modificó en 1939, remodelando la entrada de Euclid Avenue y agregando algunos soportes estructurales. Fue designado Monumento Histórico Nacional en 1975.

## Historia
The Arcade fue construido en 1890 por Detroit Bridge Co., dirigida por Stephen V. Harkness. Diseñado por John Eisenmann y George H. Smith, el Arcade es uno de los pocos arcades que quedan de este tipo en los Estados Unidos. Siguiendo el modelo de la Galleria Vittorio Emanuele II ubicada en Milán, la Arcada consta de dos torres de nueve pisos con una claraboya, de 30 m de altura, hecha de 1.800 paneles de vidrio que abarcan más de 91 m. La construcción fue financiada por John D. Rockefeller, Marcus Hanna, Charles F. Brush y varios otros clevelanders ricos de la época.
The Arcade es un cruce entre un patio iluminado y una calle comercial. El edificio es un complejo de tres estructuras: dos edificios de oficinas de nueve pisos que dan a las avenidas Euclid y Superior, conectados a través de la arcada de cinco pisos rodeada de hierro y vidrio. La entrada arqueada de Richardsonian de piedra rojiza de Hummelstown lo largo de Superior Avenue es original, pero el frente de Euclid Avenue fue remodelado en 1939 por la firma Walker and Weeks. 
El nivel de la entrada de Superior Avenue es de unos 4 m más bajo que la entrada de Euclides, de modo que hay dos pisos de arcadas inferiores, unidos por escaleras en cada extremo. Dado que las avenidas Euclid y Superior no son paralelas, un pasaje conduce, en un ángulo de 23 grados, desde la entrada de Euclid a una rotonda en el extremo sur de la Arcada. La sala de juegos en sí consiste en un patio de luces cubierto de 91 m de largo, rodeado por cuatro niveles de balcones, que retroceden sobre el nivel de la Avenida Euclid. Las líneas verticales de las columnas, que se elevan casi 33 m hasta el techo de vidrio, crean un espacioso interior abovedado. El diseño de The Arcade inspiró una galería comercial similar en Atlanta llamada Peachtree Arcade, que se construyó en la década de 1910.
En 2001, la corporación Hyatt transformó el Arcade en el primer hotel Hyatt Regency de Cleveland. El Hyatt Regency ocupa las dos torres y los tres pisos superiores del área del atrio. Los dos pisos inferiores del área del atrio permanecen abiertos al público con comerciantes minoristas y un patio de comidas. Además, el vestíbulo y las oficinas de Hyatt están ubicados cerca de la entrada de Superior Avenue. Ese mismo año también se reemplazó la claraboya.

## Galería

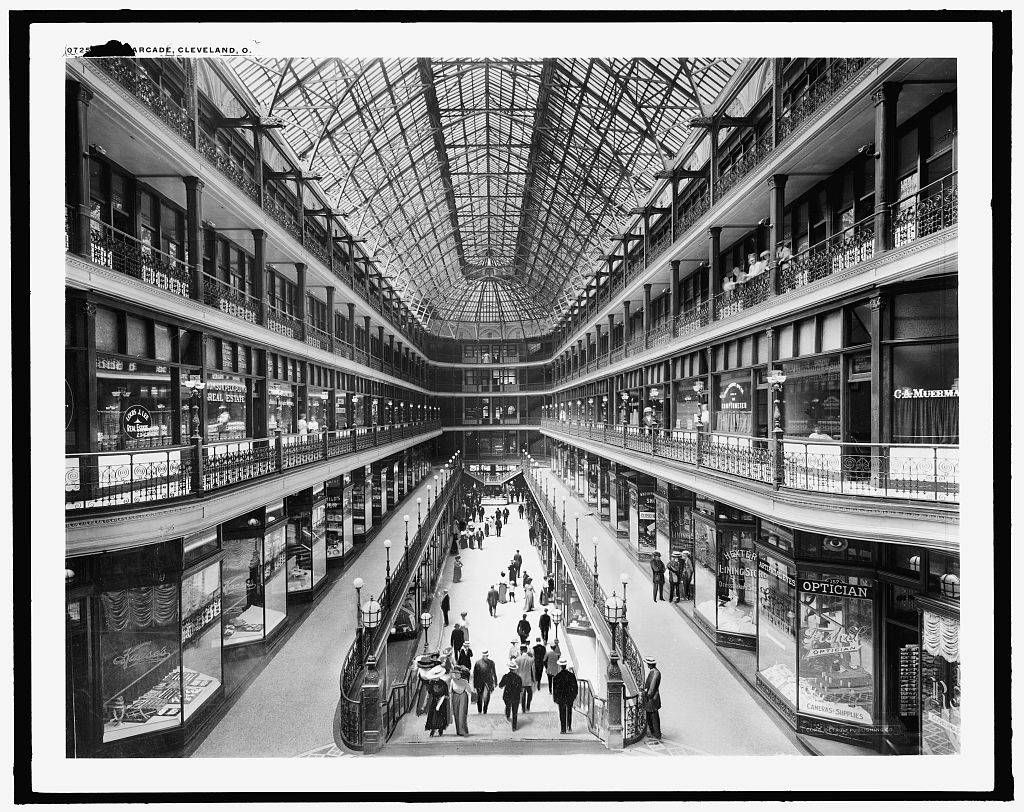
The Arcade (ca. 1910-1920)
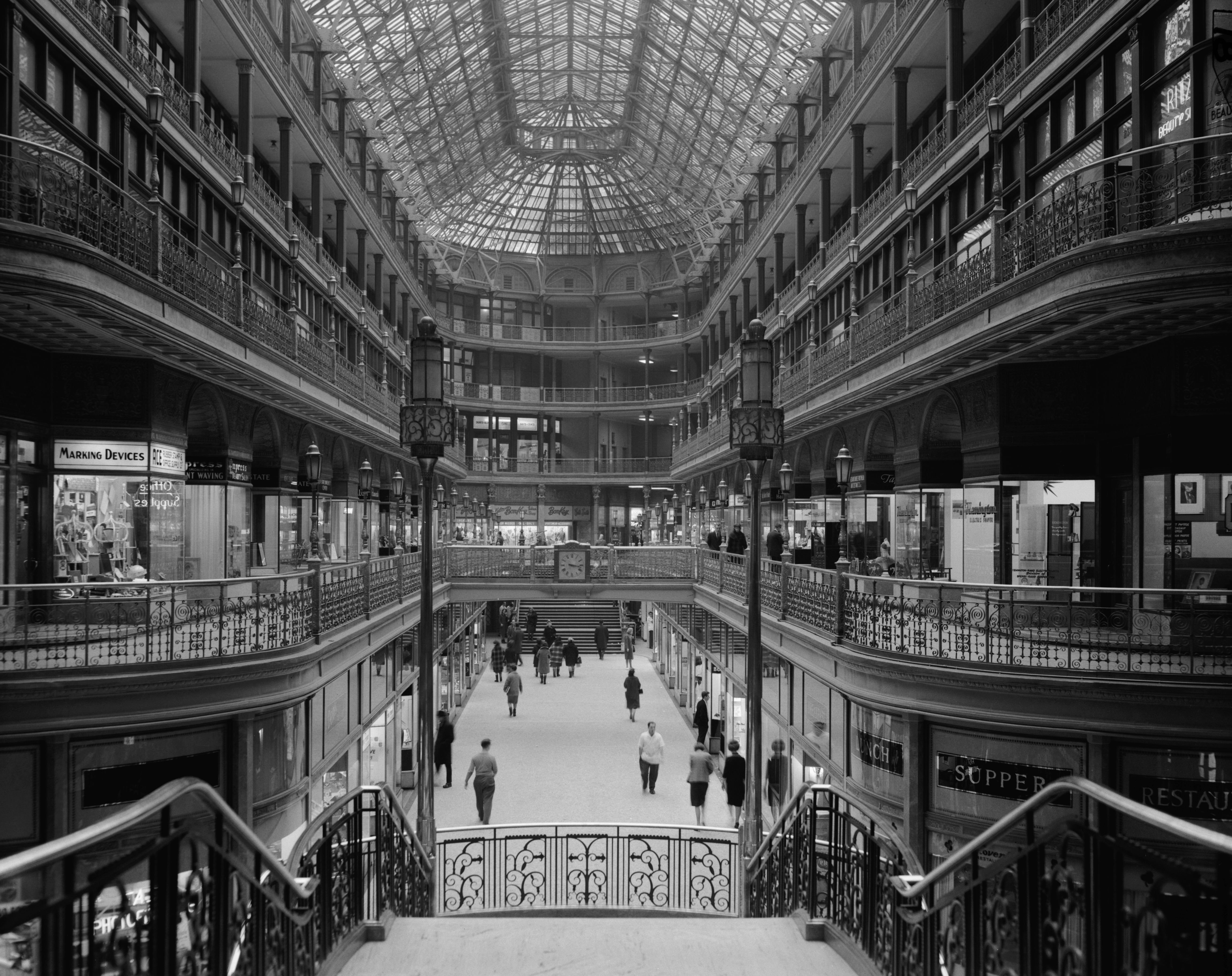
Interior de The Arcade en 1966